# UEFA Women's Nations League 2023-2024 (fase finale)
Questa voce raccoglie un approfondimento sulle gare della fase finale dell'UEFA Women's Nations League 2023-2024. Essa si è disputata tra il 23 e 28 febbraio 2024 tra le quattro squadre vincitrici della Lega A. 
La Spagna ha battuto in finale la Francia per 2-0, diventando la prima squadra ad aggiudicarsi il torneo.

## Formula
La fase finale si è disputata nel mese di febbraio 2024 tra le quattro squadre vincitrici della Lega A. Due delle quattro squadre vincitrici dei gruppi (a parte la Francia paese ospitante) si sono qualificate per le Olimpiadi 2024. 
Svolgendosi ad eliminazione diretta, le gare prevedono tempi supplementari e tiri di rigore per risolvere l'eventuale parità al termine dei 90 minuti. 

## Scelta della nazione ospitante
La fase finale si è svolta in Spagna e in Francia nelle semifinali, e la vincitrice e la perdente della partita Spagna-Paesi Bassi hanno ospitato rispettivamente la finale e la finale per il terzo posto.

## Date
| Fase        | Turno           | Date             |
| ----------- | --------------- | ---------------- |
| Fase finale | Semifinali      | 23 febbraio 2024 |
| Fase finale | Finale 3º posto | 28 febbraio 2024 |
| Fase finale | Finale          | 28 febbraio 2024 |

## Squadre partecipanti
| Gruppo | Nazionale   | Data di qualificazione |
| ------ | ----------- | ---------------------- |
| A1     | Paesi Bassi | 5 dicembre 2023        |
| A2     | Francia     | 1º dicembre 2023       |
| A3     | Germania    | 5 dicembre 2023        |
| A4     | Spagna      | 1º dicembre 2023       |

## Stadi
| Siviglia Décines-Charpieu Heerenveen |                         |                    |
| Siviglia Décines-Charpieu Heerenveen | Siviglia                |                    |
| ------------------------------------ | ----------------------- | ------------------ |
| Siviglia Décines-Charpieu Heerenveen | Stadio de la Cartuja    |                    |
| Siviglia Décines-Charpieu Heerenveen | Capacità: 57 619        |                    |
| Siviglia Décines-Charpieu Heerenveen |                         |                    |
| Siviglia Décines-Charpieu Heerenveen | Décines-Charpieu        | Heerenveen         |
| Siviglia Décines-Charpieu Heerenveen | Parc Olympique Lyonnais | Stadio Abe Lenstra |
| Siviglia Décines-Charpieu Heerenveen | Capacità: 59 186        | Capacità: 27 224   |
| Siviglia Décines-Charpieu Heerenveen |                         |                    |

## Tabellone
|  | Semifinali | Semifinali  | Semifinali |         |        | Finale          | Finale          | Finale          |  |
|  |            |             |            |         |        |                 |                 |                 |  |
|  | A4         | Spagna      | 3          |         |        |                 |                 |                 |  |
|  | A4         | Spagna      | 3          |         |        |                 |                 |                 |  |
|  | A1         | Paesi Bassi | 0          |         |        |                 |                 |                 |  |
|  | A1         | Paesi Bassi | 0          |         | Spagna | Spagna          | 2               |                 |  |
|  |            |             |            |         | Spagna | Spagna          | 2               |                 |  |
|  |            |             | Francia    | Francia | 0      |                 |                 |                 |  |
|  | A2         | Francia     | Francia    | Francia | 0      | 2               |                 |                 |  |
|  | A2         | Francia     |            |         |        | 2               |                 |                 |  |
|  | A3         | Germania    | 1          |         |        | Finale 3º posto | Finale 3º posto | Finale 3º posto |  |
|  | A3         | Germania    | 1          |         |        |                 |                 |                 |  |
|  |            |             |            |         |        |                 |                 |                 |  |
|  |            |             |            |         |        | Paesi Bassi     | Paesi Bassi     | 0               |  |
|  |            |             |            |         |        | Paesi Bassi     | Paesi Bassi     | 0               |  |
|  |            |             |            |         |        | Germania        | Germania        | 2               |  |

## Semifinali
| Arbitro: | Rebecca Welch |

|                                    |           |  |
| Hermoso 41’ Bonmatí 45’ Batlle 77’ | Marcatori |  |

| Arbitro: | Esther Staubli |

|                                  |           |                  |
| Diani 41’ Karchaoui 45+4’ (rig.) | Marcatori | 82’ (rig.) Gwinn |

## Finale 3º posto
| Arbitro: | Stéphanie Frappart |

|  |           |                       |
|  | Marcatori | 66’ Bühl 78’ Schüller |

## Finale
| Arbitro: | Tess Olofsson |

|                           |           |  |
| Bonmatí 32’ Caldentey 53’ | Marcatori |  |

## Statistiche

### Classifica marcatrici
2 reti
- Aitana Bonmatí

1 rete
- Kadidiatou Diani
- Sakina Karchaoui (1 rig.)
- Klara Bühl

- Giulia Gwinn (1 rig.)
- Lea Schüller
- Jennifer Hermoso

- Ona Batlle
- Mariona Caldentey